# Black Market Music
Black Market Music ist das dritte Album der Band Placebo, welches am 6. Oktober 2000 bei Hut Records (EMI) veröffentlicht wurde.
Nach dem Ende ihrer erfolgreichen Without You I’m Nothing-Tour im Oktober 1999 und einer Auszeit von nur fünf Monaten, begannen sie im März 2000 an einem neuen Album zu arbeiten. Am 17. Juli erschien die erste Single „Taste in Men“, welche bereits zeigte, dass die Band ihren Stil weiterentwickelt hatte hin zu rockigeren Sounds. In Stücken wie „Blue American“ und „Narcoleptic“ findet man aber nach wie vor die melancholische Seite ihrer Musik.
Mit dem Video zu ihrer zweiten Single „Slave to the Wage“ gewannen sie in verschiedenen Online-Umfragen in der Kategorie „Bestes Video des Jahres 2000“. Die Tour zum Album begann bereits am 4. August 2000 und dauerte rund ein Jahr. Wie auf dem Vorgänger Without You I’m Nothing findet sich nach dem letzten Stück noch ein Bonus-Track.

## Titelliste
1. Taste In Men – 4:15
2. Days before you came – 2:33
3. Special K – 3:52
4. Spite & Malice – 3:37
5. Passive Aggressive – 5:24
6. Black-Eyed – 3:48
7. Blue American – 3:31
8. Slave to the Wage – 4:07
9. Commercial for Levi – 2:21
10. Haemoglobin –  3:46
11. Narcoleptic – 4:22
12. Peeping Tom – 14:11
13. Black Market Blood – 3:56 (Hidden Track)

## Singleauskopplungen
- Taste in Men (VÖ 17. Juli 2000)
- Slave to the Wage (VÖ 25. September 2000)
- Special K (VÖ 19. März 2001)
- Black-Eyed (VÖ 8. Oktober 2001)

## Auszeichnungen für Musikverkäufe
| Land/Region                  | Auszeichnungen für Musikverkäufe (Land/Region, Auszeichnung, Verkäufe) | Verkäufe |
| ---------------------------- | ---------------------------------------------------------------------- | -------- |
| Australien (ARIA)            | Gold                                                                   | 35.000   |
| Belgien (BRMA)               | Platin                                                                 | 50.000   |
| Deutschland (BVMI)           | Gold                                                                   | 150.000  |
| Frankreich (SNEP)            | 2× Gold                                                                | 200.000  |
| Vereinigtes Königreich (BPI) | Gold                                                                   | 100.000  |
| Schweiz (IFPI)               | Gold                                                                   | 20.000   |
| Insgesamt                    | 6× Gold · 1× Platin ·                                                  | 555.000  |